# Розенфельд, Александра
Александра Розенфельд (фр. Alexandra Rosenfeld; род. 23 ноября 1986, Безье, департамент Эро, Франция) — обладательница титула «Мисс Франция-2006». Она представляла на конкурсе регион Лангедок. Сменила на «посту» «Мисс Францию-2005» Синди Фабр, став 52-й обладательницей этого титула 3 декабря 2005 года. Мисс Европа 2006 года.

## Биография
Александра Розенфельд родилась 23 ноября 1986 года в городе Безье в департаменте Эро. От рождения Александра Розенфельд блондинка с карими глазами. Её рост составляет 1,73 метра. Живёт в Сан-Тибери, но любит приезжать в Pézenas.
Училась в лицее Jean Moulin города Pézenas, в техническом вузе (BTS). В 2003—2005 годах работала в сфере туризма. Любит заниматься спортом и шоппингом.
В феврале 2006 года Розенфельд, как еврейка, участвовала во Франции в демонстрации против антисемитизма и расизма, приуроченной к трагической гибели юного еврея-продавца телефонов Илана Халими в Париже.

## Участие в конкурсе Мисс Франция 2006

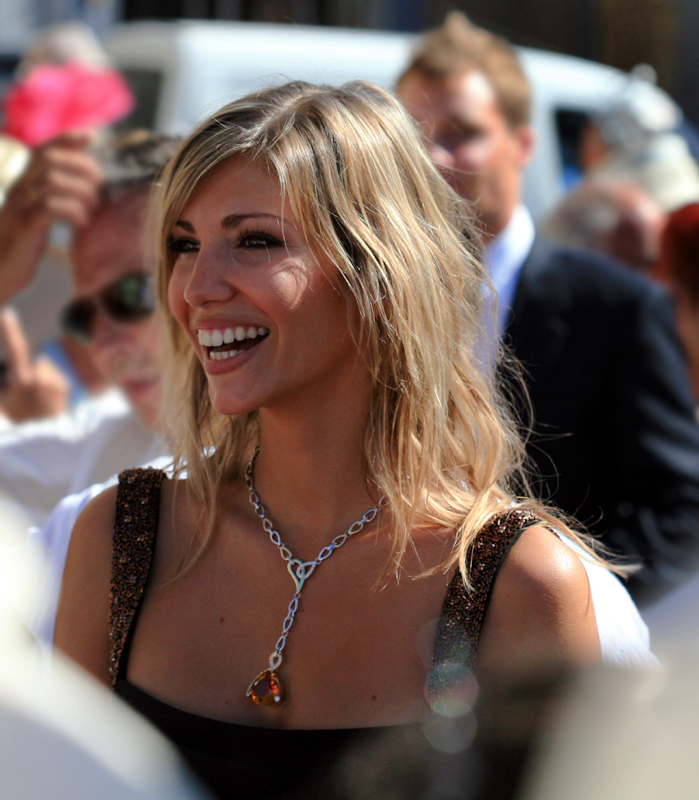

- Мисс Франция 2006 Александра Розенфельд Мисс Лангедок
- 1 вице-мисс : Sophie Ducasse (Miss Île-de-France)
- 2 вице-мисс : Laura Fasquel (Miss Albigeois-Midi Toulousain)
- 3 вице-мисс : Elodie Lebon (Miss Réunion)
- 4 вице-мисс : Virginie Gaudèneche (Miss Pays de l’Ain)
- 5 вице-мисс : Elodie Thomas (Miss Berry)
- 6 вице-мисс : Emmanuelle Darman (Miss Nouvelle-Calédonie)

## Участие в конкурсе Мисс Европа 2006
Конкурс Мисс Европа 2006 проходил 27 октября 2006 года в Киеве, Украина.
- Мисс Европа 2006 Александра Розенфельд (Мисс Франция)
- 1 вице-мисс: Алёна Авраменко (Мисс Украина)
- 2 вице-мисс: Лаура Охеда (Мисс Испания)
- 3 вице-мисс: Катажина Борович (Мисс Польша)
- 4 вице-мисс: Юлия Синдеева (I Вице-Мисс Беларусь-2006)

## Титулы Александры Розенфельд
- вице-мисс Pic Saint-Loup в 2005 году.
- Мисс департамент Эро 2005.
- Мисс Лангедок 2005.
- Мисс Франция 2006.
- Мисс Европа 2006